# Ascotrichia surinamensis
Ascotrichia surinamensis är en nattsländeart som först beskrevs av Oliver S. Flint Jr. 1974.  Ascotrichia surinamensis ingår i släktet Ascotrichia och familjen smånattsländor. Inga underarter finns listade i Catalogue of Life.